# Птгни
Птгни (арм. Պտղնի) — село в Котайкской области Армении. Расположено на левом берегу реки Раздан. Основано в 1831 году. Основу экономики составляет сельское хозяйство. Растениеводство представлено выращиванием винограда, дынь, тыкв и других культур, также население разводит скот. Население 1337 человек (2008).

## Известные жители
- Журналист Левон Грантович Мелик-Шахназарян скончался в селе в 2015.

## Достопримечательности
- Птгнаванк и остатки крепостных стен (VI—VII век)[2][3].